# والرنیک اسید
والرنیک اسید (به انگلیسی: Valerenic acid) آگونیست گیرنده‌های GABA است. 
این دارو با فرمول شیمیایی C۱۵H۲۲O۲ یک ترکیب شیمیایی با شناسه پاب‌کم ۶۰۴۲۸۹۱ است که جرم مولی آن ۲۳۴٫۳۳۴ g/mol می‌باشد. 
والرین به عنوان یک داروی خواب آور گیاهی برای درمان بیخوابی مصرف می‌شود.